# Vlag van Montana
De vlag van Montana bestaat uit een afbeelding van het zegel van Montana in het midden van een blauw veld met daarboven de naam van de staat.
Op het zegel staan een ploeg, een pikhouweel en een schop voor de Great Falls in de rivier de Missouri. Op het lint staat het motto Oro y plata, Spaans voor "Goud en Zilver".
De vlag werd aangenomen op 7 september 1905, enkele jaren nadat soldaten uit Montana in de Spaans-Amerikaanse Oorlog onder deze vlag gevochten hadden. De naam van de staat ontbrak echter vooralsnog. Die werd in 1981 toegevoegd, waarna in 1985 het lettertype veranderd werd naar 'Helvetica Bold'. Sindsdien is het vlagontwerp onveranderd gebleven.
|  | Vexillologisch symbool voor een buiten gebruik gestelde vlag |